# Bonaspeia barnardi
Bonaspeia barnardi är en insektsart som beskrevs av Davies 1987. Bonaspeia barnardi ingår i släktet Bonaspeia och familjen dvärgstritar. Inga underarter finns listade i Catalogue of Life.